# Senica
Senica er en by i det vestlige Slovakiet, med et indbyggertal (pr. 2006) på ca. 21.000. Byen ligger i regionen Trnava.
- Wikimedia Commons har flere filer relateret til Senica